# Queste oscure materie

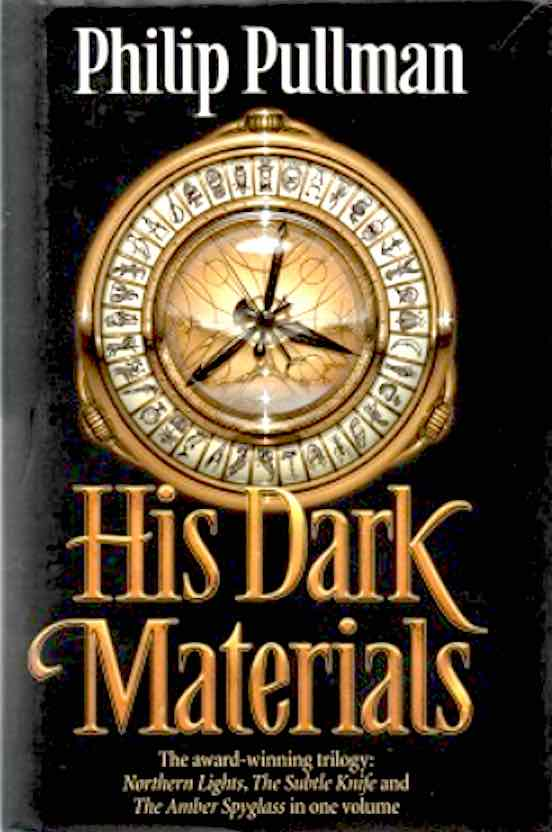

Queste oscure materie (His Dark Materials) è una trilogia di romanzi di genere fantasy, scritta da Philip Pullman, pubblicata tra il 1995 e il 2000, e composta dai titoli: La bussola d'oro, La lama sottile e Il cannocchiale d'ambra. Ha avuto trasposizioni cinematografiche e televisive.

## Trama
Lyra vive in Inghilterra in un mondo alternativo in cui ogni persona è affiancata da un proprio Daimon, un alter ego animale che permette la connessione alla Polvere, un elemento che consente di rendere reali i propri pensieri. Il Magisterium, al fine di dominare il mondo, vuole eliminare questa possibilità. A seguito della scomparsa di alcuni bambini, Lyra, per svelare il mistero, viaggia attraverso mondi paralleli.

## Romanzi e racconti
Prima trilogia

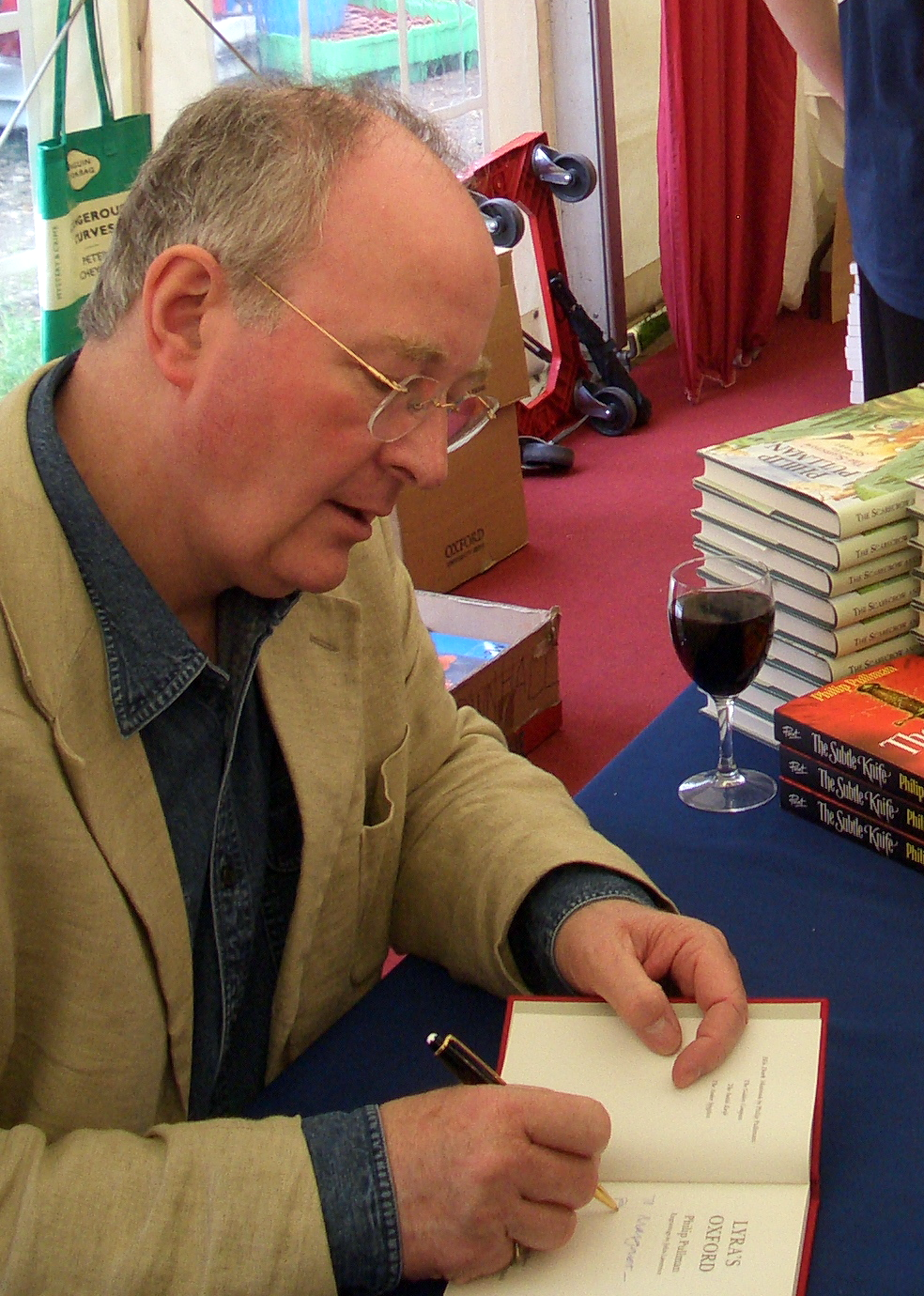
Philip Pullman, autore dei romanzi

- La bussola d'oro (Northern Lights, 1995)
- La lama sottile (The Subtle Knife, 1997)
- Il cannocchiale d'ambra (The Amber Spyglass, 2000)

Racconti
- La Oxford di Lyra (Lyra's Oxford, 2003)
- Once Upon a Time in the North, 2008
- Serpentine, 2020

Seconda trilogia
- La belle sauvage , 2017
- Il regno segreto (The secret Commonwealth, 2019)

Il 19 ottobre 2017 è stato pubblicato in italiano da Salani La belle sauvage, il primo volume di una nuova trilogia intitolata Il Libro della Polvere.
Per l'edizione italiana, i primi tre volumi, distribuiti da Salani, sono stati pubblicati sia come libri singoli, sia in un unico volume in edizione economica, intitolato Queste Oscure Materie.

## Titolo
La trilogia trae il suo titolo da un verso del Paradiso perduto di John Milton. Il brano posto all'inizio de La bussola d'oro recita infatti:
(John Milton, Paradiso perduto)

## Personaggi

### Roger Parslow
Roger Parslow vive in un mondo parallelo al nostro, al Jordan College di Oxford nel quale svolge il lavoro di garzone di cucina; è il migliore amico e compagno di giochi di Lyra. Roger sembra avere un carattere simile a quello di Lyra, anche se più moderato: lui cerca di frenare le idee dell'amica quando queste diventano troppo ambiziose. I due passano le giornate scorrazzando per i tetti, litigando con i gyziani ed esplorando Oxford e i sotterranei del College. Poco dopo l'arrivo al College dello zio di Lyra, Roger scompare, come molti altri bambini prima di lui, a causa degli Ingoiatori (o meglio, dell'Intendenza Generale per l'Oblazione) e così Lyra deciderà di mettersi alla sua ricerca. Lyra riuscirà effettivamente a salvarlo, insieme agli altri bambini prigionieri, e in seguito i due si recheranno con il pallone di Lee Scoresby verso Svalbard, per portare a Lord Asriel, padre della ragazzina, ciò che serve. In seguito alla caduta del pallone, e dopo lo scontro fra Iorek e Iofur, il re degli orsi del ghiaccio, Lyra e Roger possono finalmente recarsi verso la dimora di Asriel, tenuto prigioniero dagli orsi del ghiaccio. Lyra pensava che ciò di cui il padre aveva bisogno fosse l'aletiometro, mentre invece era Roger stesso. Asriel rapisce quindi Roger, e lo porta sulle pendici di un crepaccio. Alla fine del primo libro Roger muore, nonostante i tentativi di Lyra di salvarlo, poiché viene separato dalla sua Salcilia. Dalla rottura del legame scaturisce della potentissima energia che viene utilizzata da Lord Asriel per creare il ponte verso il mondo di Cittagazze, in cui si svolgerà il secondo romanzo. Si rincontrerà con Lyra, durante "Il Cannocchiale d'Ambra" (terzo e ultimo romanzo della trilogia), nel mondo della morte, prima di dissolversi definitivamente tornando nel mondo umano, attraverso il passaggio aperto da Will su suggerimento di Lyra, dove, finalmente in pace, gli spiriti dei morti potranno servire a creare nuove vite; Roger è proprio il primo a ricongiungersi nell'universo, e solo prima di svanire nell'aria sembra essere veramente felice.

### Will Parry
Will Parry è un bambino responsabile che si prende cura della madre, che soffre, almeno apparentemente, di gravi disturbi mentali. È coraggioso, altruista e molto riservato e discreto, quasi sfuggente. Suo padre, John Parry, era stato un esploratore, dichiarato disperso durante una spedizione nell'Artide. A differenza di Lyra, che vive in una dimensione parallela, vive nel nostro mondo, e abita in una cittadina vicino ad Oxford. Costretto a fuggire di casa, dopo aver affidato la madre alla sua insegnante di pianoforte Will giunge ad Oxford, dove trova casualmente un portale attraverso il quale entra in un altro mondo, quello della città di Cittagazze, dove incontra solo bambini. In questo luogo infatti vivono gli Spettri, esseri che si cibano dei daimon, ossia delle anime, degli adulti e che sono invisibili e indifferenti ai bambini. A Cittagazze Will conosce Lyra: la ragazzina come lui ha attraversato una finestra che dal suo mondo portava a questa dimensione. I due diventano presto amici, nonostante la sorpresa e la paura provata da Lyra nel vedere che Will non possiede (almeno apparentemente) un daimon. Successivamente, Will viene in possesso di un coltello molto particolare (la "lama sottile", appunto), talmente affilato da poter tagliare qualsiasi materiale e in grado di fendere la spazio creando finestre di congiunzione tra le varie dimensioni. Il ragazzino vince quest'arma in un combattimento in cui perde due dita della mano sinistra, segno che identifica coloro che sono i degni portatori della Lama Sottile. Infatti tutti i precedenti possessori del coltello hanno perso in un modo o nell'altro le stesse due dita. In seguito si scoprirà che è lo stesso utilizzo della lama sottile al fine di creare le finestre a generare gli spettri. Nel terzo libro della trilogia l'amicizia tra Will e Lyra si rafforza, e i due ragazzini affrontano insieme tutte le avventure, tra cui l'abbandono temporaneo dei loro daimon necessario al successivo viaggio nel mondo della Morte, conclusosi con l'apertura di una finestra da cui gli spiriti che vagano tristi e malinconici possono uscire in un mondo e dissolversi e riunirsi così alla sostanza dell'universo. Alla fine del terzo libro della trilogia i due, dopo un racconto narrato loro da parte di Mary Malone, scoprono di essere innamorati. Pochi giorni dopo la scoperta, tuttavia, vengono a sapere dai loro daimon (dopo averli ritrovati e dopo che Will conosce il suo, che fino a quel momento gli era stato invisibile) che non potranno restare insieme: i daimon si ammalano e muoiono in poco tempo insieme al loro possessore se vivono in un mondo che non è il loro mondo d'origine, e nessuna finestra può essere lasciata aperta per evitare dispersione di Polvere tranne una, e i due ragazzi decidono di lasciare aperta quella del mondo della morte. Devono così lasciarsi senza possibilità di rivedersi. Will distruggerà il coltello per evitare ulteriori danni e tornerà nella sua Oxford insieme a Mary, che gli promette di aiutarlo a uscire dai guai (era infatti ricercato a causa delle scoperte del padre sulle finestre tra i mondi) e a curare sua madre. Da quel momento non si sa più niente di Will né di Mary.

### Marisa Coulter
Marisa Coulter è uno dei più potenti agenti del Magisterium tanto da diventare capo della Intendenza Generale per l'Oblazione, conosciuti meglio con l'acronimo di "Ingoiatori", in quanto il loro scopo era rapire i bambini per portarli in un centro ricerca nel Nord del mondo, un luogo conosciuto come Bolvangar. Seguita sempre dal suo daimon, un perfido scimmiotto dorato rimasto senza nome, la signora Coulter appare fin dall'inizio come un personaggio misterioso ed ambiguo, a causa dell'estremo interesse che nutre verso la protagonista, la piccola Lyra Belacqua, tant'è che porta la bambina ad abitare con lei a Londra. Più avanti si scoprirà che la Signora Coulter altri non è che la madre di Lyra, e che suo compagno e padre della bambina fu Lord Asriel. Per contrasti con la Chiesa, la signora Coulter non poté tenere l'infante, generata al di fuori del matrimonio (essendo lei già sposata con Edward Coulter, ucciso da Lord Asriel per autodifesa) e così incaricò Lord Asriel di affidarla al Jordan College. Dopo che Lyra fugge da casa sua, la signora Coulter si ricongiungerà con la figlia solo a Bolvangar, riuscendo a salvarla appena in tempo dall'Intercisione, ossia la separazione artificiale di una persona dal suo daimon. Solo a Bolvangar, Lyra capirà che la madre l'ha tenuta con sé a Londra in modo che non potesse essere rapita dagli ingoiatori. Bramosa di avere l'Aletiometro della bambina, la Coulter tenta di sottraglierlo, ma cade vittima di una mosca spia che lei stessa aveva mandato e che Lyra aveva imprigionato in un contenitore. Nel tentativo di inseguire ancora una volta Lyra, Marisa Coulter la ritroverà davanti al portale aperto da Lord Asriel al Polo Nord e tenterà di convincere la bimba e il suo ex-amante a non oltrepassare il varco, ma senza successo. Nel film La bussola d'oro è impersonata da Nicole Kidman.

### John Parry
John Parry è il padre di Will, un soldato esploratore disperso in una spedizione al Nord quando il figlio era ancora piccolo. Will è convinto di doverlo andare a cercare per "coprirsi del suo manto", qualunque cosa voglia dire. Nel corso dell'opera veniamo a sapere che durante quella spedizione al Nord John Parry aveva attraversato senza rendersene conto un portale uscendo dal suo mondo ed entrando in quello di Cittagazze e che non ero più riuscito a trovare la strada per tornare indietro. Ma non voleva restare in quel mondo a causa degli spettri e così, ormai disperando di ritrovare il portale che lo aveva condotto lì, si era stabilito nel mondo di Lyra. Qui, aveva conosciuto la sua daimon Sayan Kõtõr, una procellaria. Si era dato un altro nome, Stanislaus Grumman, nome che compare spesso fin dal primo capitolo del primo libro, infatti, dopo un periodo di osservazione, si era fatto ammettere nella cerchia degli studiosi di quel mondo entrando a far parte dell'accademia di Berlino e divenendo ben presto un personaggio di spicco fra i teologi sperimentali (i fisici nel mondo di Lyra). Inoltre si era fatto adottare da una tribù di tartari e iniziare come sciamano e si era sottoposto alla trapanazione, vale a dire praticare un foro nell'osso della calotta cranica, poi ricoperto nuovamente di pelle, per permettere alla Polvere di entrare con più agio nel cervello. Dopo anni, ormai stremato per la lunga permanenza fuori dal suo mondo, John Parry, o Stanislaus Grumman che dir si voglia, decide che prima di morire vuole compiere un ultimo sforzo: cercare il portatore della Lama Sottile e consigliargli di aiutare Lord Asriel. Aiutato da Lee Scoresby parte alla ricerca del portatore. I due uomini muoiono entrambi in quel viaggio, Lee prima e John poi, ma non prima che quest'ultimo sia riuscito a eseguire il compito che si era proposto. Dopo aver detto al portatore cosa avrebbe dovuto fare, un attimo dopo essersi reso conto che questo è Will, il suo stesso figlio, viene ucciso da una strega, Juta Kamainen che voleva vendicarsi di essere stata respinta quando gli aveva offerto il suo amore: John Parry era rimasto sempre fedele alla moglie anche se non poteva rincontrarla.

### John Faa
John Faa è il capo supremo dei gyziani delle Fens. Persona seria, sapiente e giusta, dall'aspetto duro ma non crudele. Ne la bussola d'oro organizza una spedizione del suo popolo al Nord per cercare i bambini rapiti dagli ingoiatori (Intendenza Generale per l'Oblazione), e riportarli in salvo a casa. Quando Lyra impara a leggere l'aletiometro consente alla ragazzina di aggiungersi alla spedizione, infatti lo strumento potrebbe essere molto utile ai viaggiatori. Alla fine della trilogia sarà sempre lui, con i suoi vascelli, a riportare Lyra nella sua Oxford.

### Farder Coram
Farder Coram è un vecchio saggio dei gyziani, consigliere di John Faa, e aiuterà Lyra nell'imparare a comprendere il linguaggio dell'aletiometro. Il daimon di Farder Coram è una bellissima gatta dal pelo bruno-dorato di nome Sophonax. Da giovane era stato l'amante della strega Serafina Pekkala e da lei aveva avuto un figlio, morto in giovane età. Dopo un periodo di convivenza però, alla morte della madre di Serafina, questa aveva dovuto andare ad occupare il posto di regina del clan di streghe del lago Enara, ereditato dalla defunta, lasciando Farder Coram che da allora era rimasto solo. Durante lo svolgimento del libro è uno dei primi a cogliere il grande potenziale di Lyra, e infatti quest'ultima imparerà ad apprezzare moltissimo sia Farder Coram sia il suo bellissimo daimon. Nel terzo libro appare solo brevemente, quando, alla fine del libro, le navi gyziane accompagneranno Lyra a casa, nel suo mondo.

### Serafina Pekkala
Serafina Pekkala è la regina delle streghe del lago Enara, al Nord del mondo parallelo dove è ambientato la bussola d'oro. Donna longilinea, dalla carnagione lunare ed i lunghissimi capelli biondi, ha per daimon una grande oca selvatica maschio di nome Kaisa. In passato è stata la compagna del gyziano Farder Coram, che l'aveva salvata e curata dopo che lei aveva fatto una brutta caduta in volo. Nel periodo di convivenza aveva avuto un figlio, morto in giovane età. Nonostante lei e Farder Coram fossero molto innamorati si erano dovuti separare alla morte della madre di Serafina perché quest'ultima era dovuta tornare al Nord a ricoprire tutti gli oneri del titolo di regina che la madre le aveva lasciato in eredità. I due si rincontreranno nella Bussola D'Oro, anche se ormai Farder Coram è molto invecchiato, al contrario di lei che, quale strega, vive centinaia d'anni e perciò invecchia molto più lentamente. Su invito di Farder Coram aiuta i gyziani nella missione, cui partecipa anche la protagonista Lyra Belacqua, di salvataggio dei bambini rapiti e portati nell'artico, a Bonvalgar dall'organizzazione Intendenza Generale per l'Oblazione. Come le altre streghe vola su un ramo di pino nuvola, specie di aghifoglie presente nel suo mondo ed è in grado di rendersi invisibile o meglio: dopo essersi concentrata riesce ad avere un aspetto così insignificante da rendere quasi impossibile notarla. Nel film, uscito in Italia il 14 dicembre 2007, è interpretata da Eva Green, mentre nella serie televisiva His Dark Materials - Queste oscure materie è interpretata da Ruta Gedmintas. Una differenza sostanziale è che nella serie TV Kaisa è un girfalco.

### Ruta Skadi
Ruta Skadi è la regina del clan di streghe di Lettonia e compare per la prima volta nel secondo volume della trilogia durante un sabba organizzato da Serafina Pekkala. Una grande bellezza, orgoglio spietato, fascino misterioso e un'ampia dose di determinata energia, sono le qualità che la caratterizzano. Tra i suoi amanti c'è lo stesso Lord Asriel, alle cui armate il suo clan, insieme a molti altri, si unirà nella lotta contro l'Autorità di Dio Padre Onnipotente.

### Lee Scoresby
Lee Scoresby è un "aeronauta" proveniente dal Texas. Il suo daimon è una lepre di nome Hester. Esordì ne La bussola d'oro dove conosce Lyra Belacqua, cui si affezionerà molto. Infatti era stato assunto insieme all'amico Iorek Byrnison come ausiliario nella missione organizzata dai gyziani di cui fa parte anche la giovane protagonista. Ne La lama sottile incontra lo studioso, esploratore e sciamano John Parry (o Stanislaus Grumman come si faceva chiamare quando era nel mondo di Lyra). Lee lo accompagnerà alla ricerca del portatore della Lama Sottile per poter aiutare Lord Asriel a realizzare il suo piano. Alla fine del viaggio Lee e Grumman (o Parry) verranno attaccati da quattro zeppelin. La magia dello sciamano riuscirà a distruggerne tre ma dei soldati dell'ultimo dovrà occuparsi personalmente Lee con il suo fucile; vista la sua bravura nell'usare le armi da fuoco, li ucciderà tutti, consentendo allo sciamano di mattersi in salvo, ma Lee morirà nello scontro. Lee Scoresby è stato interpretato da Sam Elliott nella rappresentazione cinematografica de La bussola d'oro. Nella serie televisiva His Dark Materials - Queste oscure materie è interpretato da Lin-Manuel Miranda.

### Mary Malone
Mary Malone è una fisica e lavora nell'istituto di ricerca della Oxford di Will Parry. Da giovane era stata una suora ma aver preso i voti non le aveva impedito di continuare a studiare la fisica ed era diventata una suora-scienziata. Anni prima aveva ottenuto dai superiori il permesso di partecipare a una conferenza sulla fisica a Lisbona e alla conclusione era andata con dei suoi colleghi a una cena. Durante questa cena si era invaghita di un collega seduto davanti a lei, Alfredo Montale, e ricordandosi del suo primo, e fino ad allora unico, innamoramento, aveva scoperto che la vita spirituale non era tutto, neanche per lei. Non solo, si era resa conto che Dio non esisteva e che perciò lei era sola, sola ma libera. Così aveva deciso di lasciare il convento. Quando Lyra, consigliata dall'Aletiometro, irrompe nel laboratorio di Mary, la fisica è impegnata in degli studi sulla materia oscura o, come la chiamano nel suo gruppo di ricerca, le Ombre. Inizialmente scettica, Mary inizia ad ascoltare quella strana ragazzina che sa un sacco di cose sulle sue Ombre, che lei chiama Polvere. Ma i potenti del suo mondo vogliono far portare gli studi del gruppo di Mary in direzioni poco pulite e la studiosa è costretta o ad assecondarli o a farsi da parte. Prima di andarsene però Mary, consigliata da Lyra, riesce a manomettere il computer collegato alle apparecchiature del suo laboratorio per farla parlare con la Polvere tramite parole scritte. Le Ombre si dichiarano essere Angeli: gli angeli che si erano ribellati all'Autorità nella prima guerra dei cieli. Inoltre le dicono che nella seconda guerra, quella che si sta preparando, lei avrà un ruolo molto importante: dovrà "fare il serpente". Mary, anche se perplessa e piena di domande, decide di fidarsi e scappa nel mondo di Cittagazze. Da questo poi passa in un altro. Qui viene accettata da un amichevole popolo, i Mulefa, in particolare fa amicizia con una femmina, Atal, e impara a cavarsela con la loro lingua e i loro costumi. Qui costruisce il Cannocchiale d'Ambra che le permetterà di vedere la Polvere, ed è qui che incontrerà Will e Lyra, li accoglierà presentandoli ai Mulefa e potrà tentarli, prima che ognuno ritorni nel proprio mondo.

### Iorek Byrnison
Iorek Byrnison è il sovrano di Svalbard; è uno dei personaggi più importanti della trilogia. Re per diritto di nascita, Iorek è stato privato del trono dopo aver ucciso un altro orso (il quale, in realtà, era stato drogato dall'aspirante re Iofur Raknison e aveva assunto un comportamento aggressivo, fatto mai dimostrato); in seguito all'uccisione, Iorek viene messo al bando e lascia la sua terra, finendo a lavorare in un villaggio, Trollesund, in cambio di poco cibo e molto alcol. Una notte mentre Iorek addormentatosi dall'eccessivo alcool dato dagli abitanti umani viene derubato della sua armatura. Al risveglio l'enorme orso, furioso per l'atto di averlo separato dalla sua armatura (Per i panserbjorne l'armatura ha lo stesso valore e legame dei Daimon) rade al suolo mezza città per ritrovarla, disintegrando la banca e la stazione di polizia nella sua ricerca, finendo per non riuscire a riprendersela. Arreso, Iorek Byrnison cade in uno stato di depressione, perdendo addirittura la voglia di vivere, annegando così la sua memoria e la vergogna dell'esilio negli alcolici. Solo l'arrivo di Lyra e del suo vecchio amico Lee Scoresby lo riscuotono. Lyra grazie al suo aletiometro capisce che Iorek è innocente e che la gente della città lo ha ingannato facendolo ubricare per rubargli l'armatura. La città ha promesso che quando Iorek avrebbe riparato tutti i danni causati, avrebbe infine riavuto indietro la sua armatura. Ma Lyra col suo aliettometro capisce che si tratta di una menzogna. Rivelando infine a Iorek dove si trova la sua armatura, l'orso ringrazia la piccola bambina e che avrà un debito a vita nei suoi confronti. Dopo essersi ripreso l'armatura, Iorek torna a Svalbard, uccide Iofur e diventa re. Il debito con Lyra e la sincera amicizia che lega ormai il gigante corazzato e la bambina fanno di Iorek un formidabile compagno, sempre pronto ad aiutare nelle situazioni più rischiose. Ma il contributo di Iorek non si limita all'azione: grazie alle sue eccezionali doti di fabbro riesce ad esempio ad aggiustare la Lama Sottile, quando Will Parry la spezza accidentalmente. Anche fra Iorek e Will sorge un'amicizia, che però non ha nulla a che vedere con l'affetto quasi paterno che l'orso prova per Lyra: è più che altro un reciproco rispetto, fra due individui dal carattere forte e competitivo che in fondo sono molto simili. Iorek è il più grande e forte dei compagni di Lyra.

### Iofur Raknison
Iofur Raknison è un orso corazzato molto grosso, molto forte e molto ambizioso. Per arrivare al trono di Svalbard Iofur architetta un piano notevole: egli droga infatti un altro orso, alterando il suo comportamento e spingendolo ad aggredire Iorek Byrnison durante un rituale di corteggiamento di un'orsa. Iorek reagisce uccidendolo e per questo viene esiliato: qualora tornasse, Iorek verrebbe giustiziato. Iofur, successore di Iorek, diventa quindi re, ma presto la sua salute mentale vacilla: egli vuole infatti un daimon, a tutti i costi. I panserbjørne non possiedono daimon materiali come gli esseri umani, per loro questo legame mistico è sostituito dal legame con l'armatura; Iofur tuttavia non lo accetta, vuole essere un umano e porta sempre con sé una bambola di pezza fingendo che sia un daimon. Lyra riesce a sfruttare questa sua condizione. Quando la bambina arriva a Svalbard (poco prima dell'arrivo di Iorek, che vuole riprendersi il trono) si finge il daimon di Iorek: dice di voler lasciare Iorek e di voler stare con Iofur, a patto che Iofur affronti Iorek in duello e che non lo faccia uccidere direttamente. Normalmente l'astuzia di un orso corazzato scopre ogni inganno; la mente di Iofur è tuttavia annebbiata dal desiderio di essere un umano e crede a Lyra. All'arrivo di Iorek i due si affrontano in duello. Iofur, più grosso e più riposato, ha inizialmente la meglio; Iorek riesce tuttavia a bluffare, fingendo di avere un arto ferito, e Iofur si fa ingannare una seconda volta. Quando Iofur abbassa la guardia deridendo Iorek, questo gli stacca di netto la mandibola e lo finisce con un morso alla gola. Nell'adattamento cinematografico il suo nome è Ragnar Sturlusson e viene doppiato dall'attore Ian McShane.

### Lord Asriel
Lord Asriel è il padre di Lyra Belacqua, nonostante si finga suo zio all'inizio della storia. Il suo daimon è un leopardo delle nevi femmina, chiamato Stelmaria. Fin da giovane aveva dimostrato un'irrefrenabile attrazione per il Nord, partecipando a numerose missioni grazie alle quali aveva accumulato potere e ricchezze. Dopo alcuni anni aveva incontrato una donna, con la quale aveva avviato una relazione clandestina: Marisa Coulter, già moglie di Lord Edward Coulter, uomo politico tra i più fidati consiglieri del re. Dopo poco tempo era nata Lyra, e la madre aveva deciso di nasconderla in un luogo sicuro, facendo credere che fosse morta; questo, però, non era stato sufficiente a proteggere la piccola da Lord Coulter, accecato dall'ira per il tradimento subìto, spinto da un potente impulso omicida. Il tempestivo arrivo di Lord Asriel lo aveva costretto a ingaggiare un duello, dal quale Asriel usciva vincitore e la piccola Lyra salva; il fatto non rimase però privo di conseguenze per Lord Asriel, che venne processato, dichiarato colpevole e punito con la confisca di tutti i suoi beni. Durante la battaglia contro l'Autorità, Lord Asriel e la signora Coulter, con uno stratagemma che fa leva sulla sensibilità alle tentazioni della carne tipica degli angeli, attirano il Reggente del Regno dei Cieli, che ormai ha preso il posto dell'Autorità in preda a demenza senile, l'angelo Metatron, nelle profondità di un abisso infernale, in cui lo attaccano, anche con l'aiuto dei loro daimon, e con determinazione e un pizzico di fortuna riescono a precipitarlo, sacrificandosi entrambi, insieme, per garantire la salvezza della loro figlia Lyra (che, nel frattempo, si è imbattuta nel vecchio Dio sulla lettiga di cristallo in cui viaggia, e invitandolo a uscirne, ne ha decretato la dissoluzione). L'attore che interpreta Lord Asriel nel film tratto dal romanzo Queste oscure materie - La bussola d'oro, è l'inglese Daniel Craig.
Nella serie tv His Dark Materials - Queste oscure materie Asriel è interpretato dall'attore scozzese James McAvoy.

### Lord Carlo Boreal
È un agente del Magisterium incaricato di indagare sui legami tra il Jordan College e Lord Asriel. Ben presto, tuttavia, diventa chiaro che il suo vero scopo è rintracciare Stanislaus Grumman e impadronirsi della Lama Sottile; Boreal, infatti, è a conoscenza da tempo dell'esistenza dei mondi paralleli e lui stesso conduce una doppia vita a cavallo di due universi, quello di Lyra e quello di Will, di cui ama collezionare i manufatti più rari e preziosi. Nel mondo di Will è conosciuto come Sir Charles Latrom e dirige un'impresa milionaria che usa come facciata per le sue attività. Durante la sua ricerca della Lama Sottile s'imbatte in Lyra e tenta di coinvolgere nelle sue macchinazioni la signora Coulter sfruttando l'ossessione della donna per Lyra.
Nella serie His Dark Materials - Queste oscure materie è interpretato da Ariyon Bakare.

### Metatron
Enoch, conosciuto anche come Metatron, è il reggente del Regno dei cieli. Dopo aver imprigionato Dio, in preda alla demenza senile, in una lettiga di cristallo, ne prende il posto come capo degli angeli. Nell'ultimo libro combatte contro i ribelli al Regno dei cieli, comandati dall'esploratore Lord Asriel, decisi a liberarsi del potere divino per essere liberi. Alla fine Lord Asriel si ricongiunge con Marisa Coulter, agente dell'organizzazione religiosa Magisterium, che un tempo aveva amato e con cui aveva avuto una figlia (Lyra Belacqua, la protagonista della saga) ed insieme riescono ad attirare Enoch in un baratro infernale creato in seguito all'esplosione di una bombainterdimensionale e a precipitarlo con l'aiuto dei loro daimon, sacrificandosi nell'atto.

### Organizzazioni
Magisterium
Nel mondo di Lyra la vita dei cittadini è rigidamente controllata dalla Chiesa, amministrata dal Magisterium, cioè un insieme di coorti, consigli e collegi in cui si riuniscono gli alti gradi della gerarchia ecclesiastica. Infatti le divisioni e rivalità interne sono da tempo troppo incancrenite e rigide perché si abbia un'unanimità nell'elezione di un unico Papa. Il Magisterium è stato fondato dopo la morte del Papa Giovanni Calvino, che a suo tempo spostò la Santa Sede da Roma a Ginevra, dove tutt'oggi ha sede il Magisterium. Nel film compare la sede del Magisterium di Londra, dove sembra risiedere fra' Pavel e dove opera la signora Coulter. Le tre sette principali in cui si dividono tutti i religiosi professionisti sono: la "Corte Concistoriale di Disciplina", la "Società dell'Opera del Santo Spirito" e il "Consiglio Episcopale". Qui presentate in graduatoria in base a quanto sono attive nella questione della soppressione della giovane Lyra, e alla loro spietatezza nell'indagare sul problema della Polvere. In particolare la Corte Concistoriale è stata fondata da Calvino stesso, per le sue attività di controllo sulla vita culturale ed accademica lo si può considerare il corrispettivo del Sant'Uffizio nel mondo di Lyra. Quest'agenzia è diretta da 12 consiglieri (tra cui un Presidente) ed ha sviluppato dottrine non ammesse dalla Chiesa Ufficiale a cui però fanno ricorso i membri, come l'assoluzione preventiva e la penitenza preventiva. Ognuno di questi tre grandi monoliti di potere è a sua volta diviso in altre sottobranche, alcune ufficiali, altre meno, specializzate in vari settori. In particolare dalla "Corte Concistoriale" dipende l'Intendenza Generale per l'Oblazione di Marisa Coulter.
Intendenza generale per l'oblazione
Nel mondo parallelo in cui inizia la storia la vita dei cittadini è rigidamente controllata dal Magisterium a capo della Chiesa. L'Intendenza è una delle correnti ufficiose in cui è diviso. Creata e diretta da Marisa Coulter si è specializzata nello studio della Polvere e ben presto ha cominciato a rapire dei bambini (in genere tra i più poveri e diseredati) per compierci degli esperimenti e approfondire la questione. In particolare aveva sviluppato un processo chiamato "intercisione", che separava il daimon dalla persona rendendo quest'ultima incapace di provare sentimenti e senza volontà e proteggendola dalla Polvere. Alla maggior parte della popolazione questa attività era tenuta nascosta, perciò, a causa delle assidue sparizioni di bambini, si creò la leggenda di una banda di ignoti rapitori, chiamati Ingoiatori, figure intorno a cui erano fiorite le più agghiaccianti favole.

### Altri personaggi

Da sinistra: Iofur Raknison e altri orsi corazzati in una scena di La bussola d'oro

- Gli orsi corazzati (armoured bears) o panserbjørne (in norvegese) sono una specie che vive nel regno di Svalbard. Sono simili agli orsi polari ma dotati di una intelligenza simile a quella umana e in grado di parlare; sono più scaltri e lucidi degli umani, tanto che risulta impossibile mentire a un orso corazzato nel pieno delle sue facoltà mentali senza che questi se ne avveda. Anche se meno socievoli dell'uomo (tendono a essere freddi e distaccati, preferendo la totale solitudine alla compagnia) sono comunque capaci di emozioni umane, quali l'amicizia o il senso di responsabilità verso qualcuno. Hanno un altissimo senso del dovere, un impegno preso va rispettato a costo della vita; sono anche straordinariamente orgogliosi, cercano di preservare l'onore ad ogni costo, specie quando si confrontano con i propri simili. Hanno il pollice opponibile che consente loro di svolgere attività umane, come lavorare e costruire. Sono inoltre molto più imponenti di un orso polare normale e la loro forza fisica è immensa: un solo orso corazzato può tenere testa a decine e decine di uomini, e uno scontro tra due orsi ha proporzioni titaniche. Sono organizzati in una società e il regno di Svalbard è organizzato come una monarchia assoluta. L'attività principale degli orsi è la guerra: sono mercenari affidabili e letali e per questo sono temuti e rispettati. Un'altra loro importante occupazione è la lavorazione del metallo: i panserbjørne sono fabbri eccezionalmente abili, sanno costruire qualsiasi cosa con la massima perizia.
- Il daimon è una manifestazione fisica dell'anima di un individuo, sotto forma di animale che lo accompagna sempre e costituisce un'entità separata dalla persona, nonostante ne faccia parte. La persona non può essere separata dal proprio daimon. I daimon possono toccarne altri, e ogni persona può toccare il proprio daimon, ma per un umano toccare il daimon di un'altra persona rappresenta un tabù inviolabile. Il daimon di un bambino non ha una forma fissa, e cambia a seconda dell'umore e delle circostanze, ma quando un ragazzo raggiunge la maturità il suo daimon assume una forma animale che riflette la personalità della persona. Questo concetto si può ritrovare nella credenza greco-romana dei “famigli”. Il daimon di una persona è di solito di sesso opposto a quello del suo umano, e quindi può essere visto come l'espressione visibile dell'anima e animus di Jung. In alcuni casi, però, può essere dello stesso sesso della persona. I daimon possiedono alcune caratteristiche in comune con i fylgja della mitologia nordica e con i nahual di quella azteca, oltre che con altre figure appartenenti a culture e tradizioni diverse. Inoltre, i daimon mostrano le stesse emozioni dei loro padroni. Per fare un esempio, quando due persone litigano o comunque si trasmettono odio, i rispettivi daimon litigheranno e lotteranno tra di loro. Se un daimon subisce della violenza anche fisica da parte di un altro daimon, il proprietario del suddetto daimon soffrirà come se stessero facendo del male a lui stesso. Al contrario di come si può pensare, il daimon e il suo umano sono una persona sola, provano le stesse emozioni, non possono vivere divisi, il primo è l'anima, il secondo è il corpo. Non si sa se e quando un daimon “nasca” e/o da dove provenga, poiché non vengono mai date indicazioni in proposito. Di solito una persona ed il proprio daimon devono stare entro una breve distanza l'uno dall'altro. Ad eccezione del caso delle streghe, che possono allontanarsi anche di molte miglia dai loro daimon, la separazione forzata di una persona dal proprio daimon causa la morte della persona. Nella trilogia, l'Intendenza Generale per l'Oblazione riesce a costruire una speciale “ghigliottina argentata” in un particolare metallo, che permetteva di separare un umano dal proprio daimon mantenendolo in vita (questa tecnica è chiamata “intercisione”). Tale procedimento, però, rende la persona un vero e proprio “zombie”. Il processo di separazione genera inoltre un'enorme quantità d'energia, usata nella trilogia da Lord Asriel per creare un ponte verso l'universo di Cittagazze.
- L'Autorità è un angelo molto anziano, il primo ad essersi formato dalla Polvere, nonché re degli angeli a cui fa credere di essere il loro creatore, così come di tutto l'universo. È ispirato al Dio della tradizione giudaico-cristiana, ed ha creato le chiese nei vari mondi per poter controllare meglio gli esseri umani. Autorità è il nome in cui viene chiamato nell'universo di Lyra, altri nomi con cui è noto sono Dio, Padre, Adonai ecc. L'Autorità è un semplice angelo; lui è intrappolato in una sorta di gioiello e tenuto prigioniero dal patriarca Enoch, che viene chiamato Metatron, e che governa nel nome dell'Autorità. Quando i giovani protagonisti scoprono il gioiello e casualmente liberano l'Autorità, questa muore, a causa della sua vecchiaia e fragilità.
- I Mulefa compaiono nell'ultimo volume della trilogia, Il cannocchiale d'ambra, in cui danno ospitalità a Mary Malone. Gli individui, chiamati Zalif, sono dei quadrupedi ungulati, ma non sono vertebrati e i loro arti sono disposti a losanga, sono muniti di una proboscide prensile che tramite studiati movimenti serve anche per chiarire il significato delle parole che dicono. Per spostarsi gli adulti infilano gli zoccoli delle zampe laterali come mozzi in due durissime capsule da semi a forma di ruota che nascono da dei giganteschi alberi, molto più grandi delle nostre sequoie. Queste capsule poi producono uno speciale olio che gli è indispensabile per mantenere vive quelle scintille che li rendono diversi dagli animali. Pacifici, laboriosi, ospitali e in grande armonia con la natura, i Mulefa vivono in simbiosi con la Polvere, che loro chiamano Sraf (come il riverbero del Sole sull'acqua), e che sono in grado di vedere a occhio nudo. Infatti i fiori degli alberi da ruote, essenziali per la loro sopravvivenza, vengono impollinati proprio dalla Polvere. L'animale sacro dei Mulefa è il serpente, uno dei pochissimi vertebrati del loro mondo, che, secondo un loro mito, all'inizio dei tempi aveva convinto la prima Zalif a mettere uno zoccolo in una ruota-capsula da semi e, così, ad accendere la scintilla di cui sopra. Il capo dei Mulefa nella regione in cui arriva Mary Malone è un vecchio Zalif saggio di nome Sattamax; lo Zalif con cui Mary lega di più è una giovane femmina di nome Atal. Proprio nel loro mondo Lyra e Will apriranno la porta per far uscire gli spiriti dal mondo della morte.
- I gyziani sono un popolo di marinai e commercianti nomadi divisi in tribù e famiglie. A capo di tutti i gyziani delle paludi Fens c'è John Faa. Un altro importante gyziano è il suo vecchio e saggio consigliere, Farder Coram. I gyziani, nel corso de la bussola d'oro, organizzano una spedizione per salvare i bambini rapiti dagli Ingoiatori (Intendenza Generale per l'Oblazione), cui si uniscono anche le streghe di Serafina Pekkala, l'aeronauta Lee Scoresby, l'orso Iorek Byrnison e, naturalmente la protagonista Lyra.

## Ambientazioni

### Cittagazze
Cittagazze, o Ci'gazze, è una città appartenente a uno dei tanti universi paralleli presenti nella trilogia, e viene inizialmente nominata nel primo volume della serie, La bussola d'oro, descritta come una città in un altro mondo, sospesa a mezz'aria e visibile attraverso l'aurora boreale.
I personaggi la raggiungono, però, solo nel secondo romanzo, La lama sottile. Inizialmente Cittagazze e il suo universo erano prosperi, fino all'invenzione da parte dei filosofi della Gilda della Torre degli Angeli di Æsahættr, un coltello in grado di aprire passaggi fra gli universi. Gli abitanti della città e dell'universo di Cittagazze diventarono così parassiti, sopravvivendo con furti agli abitanti degli altri mondi. Mondo ormai decadente, venne quindi infestato dagli spettri, entità senza corpo nate dai varchi causati dalla lama sottile che si nutrono dell'anima, o dei daimon, della popolazione adulta. I bambini sono quindi gli unici esseri umani che possano vivere senza timore, anche se in un mondo ed una città abbandonata e senza possibilità di futuro. Qui trovano rifugio Lyra Belacqua e Will Parry, ed è qui che quest'ultimo troverà il coltello. Nel terzo volume della serie, Il cannocchiale d'ambra, Cittagazze appare in scene con protagonisti padre Gomez e, nell'ultimo capitolo, Lyra, Will, Serafina Pekkala, Mary Malone e i gyziani.

### Jordan College di Oxford
Il Jordan College è una struttura universitaria nella città di Oxford ed è la casa della giovane Lyra. Nonostante la collocazione sia molto simile a quella reale, alcuni dettagli sono diversi dalla realtà. Ad esempio, la posizione del Jordan College nell'universo parallelo è analoga a quella dell'Exeter College, nella città di Oxford. Tuttavia l'Exeter College non è il più vecchio college dell'università di Oxford, ma il quarto più vecchio (mentre nel romanzo viene evidenziato ripetutamente il Jordan come il più antico di tutta l'Inghilterra).

### Repubblica dei Cieli
La Repubblica dei Cieli è una nazione descritta nel romanzo Il cannocchiale d'ambra. Uno dei personaggi, Ogunwe, la definisce come un ideale di stato indipendente dal Regno dei Cieli:
Solo in seguito, nel romanzo, la Repubblica dei Cieli viene definita da John Parry non come una nazione fisica, ma come una condizione morale e sociale:
Secondo l'autore, l'espressione Repubblica dei Cieli indica l'importanza per gli uomini di replicare sulla Terra il Regno dei cieli cristiano dopo quell'evento metaforico che definisce "la morte di Dio", per contrastare il senso di alienazione e nichilismo che esso provoca:
Allo stesso tempo, però, l'idea della Repubblica non è in contrasto con quella della religione e dei suoi enti, e si basa sul senso etico personale:
In un articolo pubblicato nel 2001 su The Horn Book Magazine intitolato The Republic of Heaven, Pullman scrive che, operando nella Repubblica dei Cieli, si può dare una risposta alla domanda del nostro scopo, superando questo senso di alienazione:
(Philip Pullman, The Republic of Heaven, 2001)

## Universo narrativo
All'interno dell'universo immaginario della trilogia sono definiti alcuni elementi che risultano centrali nella narrazione.

### Polvere
La Polvere, chiamata anche Particelle di Rusakov (sempre nel mondo parallelo in cui inizia la storia) e Ombre o Sraf (in altri universi paralleli) è un elemento di una centrale rilevanza nella trama della trilogia. La prima volta che compare è nel primo capitolo del primo libro dove Lord Asriel, zio della protagonista, ne discute con gli accademici del Jordan College di Oxford. Tutto ciò che la riguarda è avvolto in un mistero che si dirada molto lentamente col procedere delle vicende della giovane protagonista Lyra. Tutto quello che sappiamo all'inizio è che è invisibile se non fotografata con speciali filtri e che si deposita sugli esseri umani, in particolare sugli adulti. Lyra scopre che un'organizzazione religiosa chiamata Intendenza Generale per l'Oblazione, diretta da Marisa Coulter si occupa di studiare il fenomeno compiendo oscuri esperimenti sui bambini e che, per evitare che si sviluppino interpretazioni diverse da quelle decise da loro, vale a dire eresie, aveva imprigionato lo zio Asriel. Sicura che questo sia inaccettabile, l'intrepida ragazzina decide di andare a salvare tanto lo zio quanto i bambini, aiutata in questo da molti altri personaggi. A guidarla in questa impresa c'è un misterioso strumento, l'Aletiometro, che serve ad avere risposte alle domande, e veniamo a sapere che funziona proprio comunicando con la Polvere. Al termine della missione di salvataggio scopre che la Chiesa, e con essa tutti gli esponenti del Magisterium compresa la signora Coulter, credono che la Polvere sia la prova fisica del peccato originale e che perciò vada debellata e distrutta. Nel secondo volume della trilogia la fisica Mary Malone, con cui Lyra entra in confidenza, sta svolgendo esperimenti sulla Polvere: ha scoperto che si deposita anche sui manufatti degli uomini e che vi rimane sopra anche millenni dopo che questi sono stati creati. Sempre la dottoressa Malone scopre che la Polvere non è altro che la materia che forma gli Angeli e di cui si alimenta l'intelligenza umana. Nell'ultimo volume incontriamo uno strano popolo, i Mulefa, che è in grado di vederla ad occhio nudo e che sono stati i primi a capirne la reale importanza. Capiamo infatti che senza la Polvere niente ci differenzierebbe dagli animali e che è necessario preservarla ad ogni costo, insieme al nostro libero arbitrio. Per farlo è necessario abolire l'Autorità Divina che cerca di negarceli entrambi per renderci senza volontà e più facilmente assoggettabili al suo controllo. Lyra, col prima amico e poi innamorato Will, riuscirà a preservarla salvando l'intero ventaglio delle specie pensanti di tutti i vari universi paralleli. La Polvere riesce a comunicare con gli esseri umani in vari modi: nel mondo di Lyra ciò avviene principalmente con l'Aletiometro, mentre Mary utilizza uno speciale computer denominato Caverna e, successivamente, l'I Ching.

### Strumenti
In ognuno dei romanzi della trilogia appaiono alcuni strumenti che risultano centrali nella narrazione, e che danno il titolo al volume: nell'ordine, essi sono la Bussola d'oro, più precisamente Aletiometro, la Lama sottile e il Cannocchiale d'ambra.

#### Aletiometro
L'aletiometro è uno strumento d'oro che sembra una bussola e che, come dice il nome, dice sempre la verità (dal greco Alétheia: Verità). Indicando con degli aghi tre dei numerosi simboli al bordo del quadrante, ognuno corrispondente ad una lunghissima serie di significati, è possibile comporre le domande e ricevere risposte tramite un quarto ago. Si possono decifrare tutti i simboli attraverso l'apposito libro dei significati, ma Lyra è speciale, e lo sa leggere senza bisogno di avere il libro, capendo come per magia il significato dei simboli quando l'ago li indica. Al mondo ne esistono solo sei e funzionano con la Polvere (Dust). Lyra possiede uno di quelli, che le è stato donato dal Maestro del Jordan College prima di partire da Oxford.

#### Lama sottile
La lama sottile è un coltello magico che permette di aprire portali, o finestre, che da un universo conducono in un altro. Inoltre può tagliare qualsiasi materiale e distruggere qualunque essere, perfino gli angeli o lo stesso Dio. Nell'aprire finestre tra i mondi genera gli spettri. Il coltello si sceglie un umano da cui essere utilizzato, segno per riconoscere il portatore è la perdita dell'anulare e del mignolo della mano sinistra. Will riceve il coltello da Giacomo Paradisi, il precedente portatore, che lo riconosce come suo successore proprio per questa menomazione. È chiamata anche Esahettr, cioè "distruttore di Dio".
Il nome islandese della lama sottile (usato quindi prevalentemente dagli orsi corazzati) è Æsahættr, che significa "flagello di Dio".

#### Cannocchiale d'ambra
Il cannocchiale d'ambra è uno strumento costruito da Mary Malone nel terzo libro della trilogia. È composto da due lastre di una specie di ambra bagnate di uno speciale olio e tenute alla distanza di un palmo l'una dall'altra. Attraverso questo speciale cannocchiale si può vedere la Polvere come pulviscolo luminoso.

## Adattamenti

### Cinema
- La bussola d'oro (The Golden Compass), regia di Chris Weitz (2007)

### Televisione
- His Dark Materials - Queste oscure materie (His Dark Materials) – serie TV (2019-2022)